# رؤية السعودية 2030
رؤية السعودية 2030 هي خطة ما بعد النفط للمملكة العربية السعودية أُعلن عنها في 25 أبريل 2016م، وتتزامن مع التاريخ المحدد لإعلان الانتهاء من تسليم 80 مشروعًا حكوميًا عملاقًا، تبلغ تكلفة الواحد منها ما لا يقل عن 3.7 مليار ريال وتصل إلى 20 مليار ريال، كما في مشروع مترو الرياض. نظَّمَ الخُطَّة مجلس الشؤون الاقتصادية والتنمية برئاسة الأمير محمد بن سلمان إذ عرضت على مجلس الوزراء برئاسة الملك سلمان بن عبد العزيز آل سعود لاعتمادها. ويشترك في تحقيقها كل من القطاع العام والخاص وغير الربحي. في 2 رمضان 1437 هـ - 7 يونيو 2016م وافق مجلس الوزراء على برنامج التحول الوطني أحد برامج الرؤية.

## الإطلاق
نظّمَ الخُطة مجلس الشؤون الاقتصادية والتنمية برئاسة ولي العهد الأمير محمد بن سلمان، حيث عرضت على مجلس الوزراء برئاسة الملك سلمان بن عبدالعزيز آل سعود لاعتمادها، وأطلقت في 25 أبريل 2016، ويشترك في تحقيقها كل من القطاع العام والخاص وغير الربحي.
وأُعلن عن برامج تحقيق الرؤية خلال السنوات الخمس الأولى من انطلاقها، بعدما حددها مجلس الشؤون الاقتصادية والتنمية في 30 أبريل 2017، بوصفها حجر الأساس لتحقيق الأهداف الاستراتيجية نحو تنمية شاملة ومستدامة في المملكة. وتستند أهداف الرؤية على 3 محاور وهي: مجتمع حيوي، واقتصاد مزدهر، ووطن طموح. وينبثق منها 96 هدفًا تفصيليًا.

## الأهداف
استهدفت برامج الرؤية تحقيق تحول كبير وملموس في جميع القطاعات، بداية من زيادة الطاقة الاستيعابية لاستقبال ضيوف الرحمن من الحجاج والمعتمرين القادمين إلى المملكة من 8 ملايين إلى 30 مليونًا، مع تحسين رحلة الحاج والمعتمر، مرورًا برفع عدد المواقع الأثرية المسجلة في اليونيسكو إلى الضعف على الأقل للحفاظ على الإرث الثقافي وقد تم تحقيق هذا الهدف عام 2021، وصولًا إلى تصنيف 3 مدن سعودية بين أفضل 100 مدينة في العالم من أجل تحسين جودة الحياة وتطوير التخطيط والبناء العمراني. وهدفت إلى رفع إنفاق الأسر على الثقافة والترفيه من 2.9% إلى 6% عبر توفير فعاليات ثقافية وترفيهية متنوعة، وخلق قطاعات جديدة وواعدة يستفيد منها المواطن، مع رفع نسبة ممارسي الرياضة مرة على الأقل أسبوعيًا من 13% إلى 40% مما يسهم في تحسين صحة المواطن وزيادة متوسط العمر ليترفع من 74 إلى 80 عامًا.
واستهدفت برامج الرؤية الارتقاء بمؤشر رأس المال الاجتماعي من المرتبة 26 إلى مرتبة 10 الأمر الذي سينعكس على الاستقرار الاقتصادي، وتخفيض معدل البطالة من 11.6% إلى 7% ، ورفع مساهمة المنشآت الصغيرة والمتوسطة في إجمالي الناتج المحلي من 20% إلى 35%، وزيادة نسبة مشاركة المرأة في سوق العمل من 22% إلى 30%، وقت تم تحقيق وتجاوز هذا الهدف منذ عام 2022، كما وضعت أهداف الرؤية لتنعكس على حجم الاقتصاد الكلي وتساهم في هدفها الرامي إلى انتقاله من المرتبة 19 إلى المراتب الـ 15 الأولى على مستوى العالم.
كما عملت على زيادة نسبة المحتوى المحلي في قطاع النفط والغاز من 40% إلى 75%، ورفع قيمة أصول صندوق الاستثمارات العامة من 600 مليار إلى ما يزيد عن 7 تريليونات ريال سعودي، والانتقال من مركز 25 في مؤشر التنافسية العالمي إلى أحد المراكز الـ10 الأولى، في ظل رفع نسبة الاستثمارات الأجنبية المباشرة من إجمالي الناتج المحلي من0.7% إلى 5.7%، والمساهمة بوصول القطاع الخاص في إجمالي الناتج المحلي من 40% إلى 65%.
وتطمح برامج الرؤية إلى تقدم المملكة في ترتيب مؤشر الخدمات اللوجستية من المرتبة 45 إلى 25 عالميًا والأولى إقليميًا، ورفع نسبة الصادرات غير النفطية من 16% إلى 50% على الأقل من إجمالي الناتج المحلي غير النفطي، وكذلك زيادة الإيرادات الحكومية غير النفطية من 163 مليارًا إلى تريليون ريال سنويًا، مما يسهم في تنويع الاقتصاد الوطني، والارتقاء من المركز 80 إلى المركز 20 في مؤشر فعالية الحكومة من خلال تعزيز مبادرات سهولة الوصول إلى الخدمات الحكومية والاستفادة منها، والتحول من المركز 36% إلى المراكز الـ5 الأولى في مؤشر الحكومات الإلكترونية، مع رفع نسبة مدخرات الأسر من إجمالي دخلها من 6% إلى 10% ورفع مساهمة القطاع غير الربحي في إجمالي الناتج المحلي من اقل من 1% إلى 5% مما سيترك أثرًا اجتماعيًا كبيرا على القطاع غير الربحي، ويصل بعدد المتطوعين إلى مليون متطوع سنويًّا بعد كان لا يتجاوز 11 ألف متطوع.
1- أهداف بحلول (1442 هـ - 2020م):
- أكثر من (450) نادي هواة مسجل يقدم أنشطة ثقافية متنوعة وفعاليات ترفيهية وفق منهجية منظّمة وعمل احترافي
- رفع نسبة تملّك الأسر للمساكن من 50% إلى 70% بحلول 2030، بمقدار لا يقل عن (20%).
- تدريب أكثر من (500) ألف موظف حكومي عن بعد وتأهيلهم لتطبيق مبادئ إدارة الموارد البشرية في الأجهزة الحكومية.

## آلية العمل
تشارك العديد من الجهات الحكومية في منظومة عمل الرؤية، لذا وُضعت آليات عمل لضمان وصول الرؤية لمستهدفاتها ولمتابعة سير الأداء.

## برامج الرؤية
هي منظومة برامج مترابطة تمثل خطة السير لتحقيق الرؤية تحت مراقبة مجلس الشؤون الاقتصادية والتنمية وباتباع الحوكمة وتفعيل أساليب متابعة المبادرات وتنفيذها، تتواصل البرامج مع الجهات الحكومية بشكل مستمر، ويوجد 11 برنامجًا لتحقيق رؤية السعودية 2030 وهي:

### برنامج التحول الوطني
أطلق البرنامج عام 2016 وتخدم أهدافه تطوير القطاع الحكومي والخاص وغير الربحي، يعمل البرنامج على 34 هدفًا استراتيجيًا في مختلف القطاعات، ويُعنى بتطوير البنى التحتية مثل: محطات تحلية المياه، والتحول الرقمي، وربط الجهات لضمان استفادة المواطنين من الخدمات الحكومية بشكل سريع وسهل، ويستهدف البرنامج أيضًا تمكين المرأة في سوق العمل وحماية البيئة من الأخطار.

### برنامج الاستدامة المالية
أطلق برنامج الاستدامة المالية (برنامج تحقيق التوازن المالي سابقًا) في نهاية 2016، ويعنى البرنامج بالتخطيط المالي المتوسط المدى للدولة وتطوير المالية العامة. أسهم البرنامج في تقليل نسبة العجز من الناتج المحلي الإجمالي من 15.8% في عام 2015 إلى 4.5% في 2019 وتعزيز الإيرادات غير النفطية. وفي 28 مارس 2024 نشرت وزارة المالية إطار التمويل الأخضر ضمن أحد مبادرات برنامج تطوير القطاع المالي الهادفة لدعم التوجهات الطموحة للمملكة نحو تحقيق الاستدامة، والوصول إلى الحياد الصفري.

### برنامج صندوق الاستثمارات العامة
أُطلق في الربع الأخير من 2017، ويعمل البرنامج على تطوير الصندوق السيادي للسعودية الذي تأسس عام 1971، وللبرنامج 4 أهداف استراتيجية تنصب في جعل الصندوق من أكبر الصناديق العالمية عبر تعظيم أصوله وإنشاء قطاعات جديدة في السعودية لتنويع الاقتصاد.

### برنامج الإسكان
أطلق البرنامج في 2017، ويعمل على الربط بين المستفيدين المستحقين وصندوق التنمية العقاري الذي أُسس عام 1974 لدعم حصولهم على السكن، لبرنامج الإسكان هدف استراتيجي واحد وهو إتاحة تملك السكن الملائم للأسر السعودية. وأسهم البرنامج في رفع نسبة التملك لتصل إلى 62%.

### برنامج تطوير القطاع المالي
أطلق في عام 2017، ويعمل على تطوير المؤسسات المالية وتنويع مصادر الدخل وتمكين القطاع الخاص من خلال الاستثمار والتمويل، وللبرنامج 3 أهداف استراتيجية تعنى بتطوير قطاعات البنوك والتأمين وسوق الأسهم السعودية وأدوات الدين. كما يعمل البرنامج على تمكين الافراد عبر تعزيز الادخار والتخطيط المالي.

### برنامج خدمة ضيوف الرحمن
أطلق برنامج خدمة ضيوف الرحمن في 2019، لإتاحة الفرصة لأكبر عدد من المسلمين لأداء فريضتي الحج والعمرة. يستهدف البرنامج 30 مليون معتمر ويعمل على تهيئة الحرمين الشريفين لتسهيل رحلة الحج والعمرة. للبرنامج 3 أهداف استراتيجية تكمن في إثراء التجربة الدينية والثقافية للحجاج والمعتمرين وتيسير استضافتهم وتقديم خدمات عالية الجودة.

### برنامج جودة الحياة
أطلق البرنامج في 2018، ويقوم برفع مقومات جودة الحياة في السعودية للمواطنين والمقيمين والزائرين، وللبرنامج 10 أهداف استراتيجية تخدم القطاعات الترفيهية والثقافية والرياضية والسياحية وغيرها، ومن مستهدفات البرنامج وصول 3 مدن سعودية لقائمة أفضل 100 مدينة ملائمة للعيش.

### برنامج التخصيص
أطلق برنامج التخصيص عام 2019، ويقوم البرنامج بإشراك القطاع الخاص في التنمية من خلال تقديم الأصول الحكومية له، مما يسهم في جذب الاستثمارات، وتنويع مصادر الدخل، وتحسين ميزان المدفوعات، ورفع جودة الخدمات الحكومية. وللبرنامج هدفان استراتيجيان هما تحرير أصول الدولة للقطاع الخاص وتخصيص خدمات حكومية محددة.

### برنامج تطوير الصناعة الوطنية والخدمات اللوجستية
أطلق البرنامج مطلع عام 2019، ولديه 12 هدفًا استراتيجيًا. تنصب أهداف البرنامج في استغلال الموقع الاستراتيجي للسعودية وجعلها قوة صناعية عالمية، وتتمركز مبادرات البرنامج في أربعة قطاعات رئيسية وهي: الطاقة والتعدين والصناعة والخدمات اللوجستية. يسهم البرنامج في تطوير الصناعات المحلية وفي خلق بيئة استثمارية جاذبة.

### برنامج تنمية القدرات البشرية
أطلق البرنامج عام 2021، للبرنامج 16 هدفًا استراتيجيًا، ويدعم رحلة التعليم من الطفولة المبكرة، واكتساب المتلقي مهارات تمكنه من ان يكون منافس عالميًا، بالإضافة إلى غرس القيم الإيجابية لدى المستفيدين، ويهدف لأن تكون عملية التعليم مستمرة ومتاحة للجميع مدى حياتهم.

### برامج تم إنشاؤها

#### برنامج تحول القطاع الصحي
أنشئ البرنامج لإعادة هيكلة القطاع الصحي وخدمات الرعاية الصحية في المملكة، للوصول إلى شمولية في الخدمات ولتسهيل الحصول عليها للجميع في كافة مناطق المملكة، وللبرنامج 4 أهداف استراتيجية تنصب أيضًا في تعزيز الوقاية من الأمراض وفي تعزيز السلامة المرورية في السعودية.

### برامج تم تسكين مبادراتها
تم عمل دمج لمبادرات وأهداف برامج أنشئت سابقًا وهي:
- برنامج ريادة الشركات الوطنية
- برنامج الشراكات الاستراتيجية
- برنامج تعزيز الشخصية السعودية

### مكاتب تحقيق الرؤية
هي مكاتب تتبع كل وزارة ومؤسسة معنية بتحقيق رؤية السعودية 2030، وتقوم بإدارة عمليات التحول في القطاع الذي تتبعه، وتتابع سير الأعمال، وتكون بمثابة حلقة تواصل بين الجهات التنفيذية وبرامج تحقيق الرؤية، كما تضمن حوكمة رؤية السعودية 2030، منذ أن بدأت أعمالها في 2016.

## مشاريع رؤية 2030
تم إعلان الخطة بتاريخ 25 أبريل 2016 وبعد ذلك بسنة تقريبًا وتحديدًا بتاريخ 1 مارس 2017 تم الإعلان عن عدة مشاريع تساعد للوصول لأهداف خطة السعودية 2030، أغلب هذه المشاريع تموّل من صندوق الاستثمارات العامة، تسلط المشاريع الكبرى الضوء على جهود المملكة نحو التنويع الاقتصادي والاجتماعي والثقافي، وتعد الجوهر المحوري لرؤية السعودية 2030. ستؤدي كل من هذه المشاريع إلى فتح مجالات جديدة للنشاط الاقتصادي، وخلق فرص عمل، ودفع التنمية الاقتصادية بما يتماشى مع رؤية السعودية 2030.

#### أبرز مشاريع البنى التحتية
نيوم: يقع المشروع شمال غرب السعودية، شرق البحر الأحمر، ويضم الحدود المصرية الأردنية. تبلغ مساحته 26,500 كم2. ويمكن لـ 70% من سكان العالم الوصول لمدينة نيوم خلال 8 ساعات كحد أقصى. تعد نيوم أول مدينة رأسمالية في العالم، أي إنها ستطرح في الأسواق بعد نضجها كمشروع. وستعتمد نيوم بنسبة 100% على الطاقة المتجددة.

#### أبرز مشاريع السياحة والترفيه
مشروع البحر الأحمر: يقع المشروع على الساحل الغربي على البحر الأحمر بين مدينتي الوجه وأملج الساحليتين، وتبلغ المساحة الإجمالية للمشروع 34,000 كم2، يتبع المشروع نهج السياحة الصديقة للبيئة ويضم أكثر من 50 جزيرية طبيعية بين منطقتي أملج والوجه.
أمالا: يقع المشروع في محمية الأمير محمد بن سلمان الطبيعية في شمال غرب السعودية، وتبلغ مساحته 3,800 كم2، يتسم مشروع أمالا باتباع نهج السياحة المستدامة بيئيًا، وسيوجد في أمالا أكثر من 2800 غرفة فندقية وأكثر من 900 وحدة سكنية ومطار دولي خاص بالمشروع.
القدية:مشروع ترفيهي يقع في ظهرة العارض بمدينة القدية جنوب غرب الرياض، وتبلغ مساحته 335 كم2، يضم المشروع مدينة six flags الترفيهية (2025)، وملعب جاك نيكولاس للجولف، واستاد الأمير محمد بن سلمان (2029)، ومنتزه الألعاب المائية اكواريبيا (2025) ومنطقة الألعاب الالكترونية ومضمار السرعة و منتزة دراغون بول ومركز الفنون الادائية والعديد من الأماكن الاخرى.

#### أبرز مشاريع التطوير الحضري
مشروع روشن: مشروع سكني يُعنى بتطوير أحياء سكنية بمعايير جودة عالية تتناسب مع تطلعات المجتمع السعودي، والمساهمة في زيادة نسبة ملكية الوحدات السكنية، يقام المشروع في عدة مناطق ومدن بالمملكة، وهي: الرياض، ومكة المكرمة، وعسير، والمنطقة الشرقية، وجدة، والخرج.
مشروع تطوير السودة: مشروع تطوير حضري يستثمر في البنية التحتية في السودة بمدينة أبها وأجزاء من محافظة رجال ألمع في منطقة عسير جنوب غرب المملكة العربية السعودية. يتضمن المشروع تطوير منطقة السودة وأجزاء من محافظة رجال ألمع وسينشئ 2700 غرفة فندقية و1300 وحدة سكنية. يقوم المشروع بتطوير 30 مشروعًا في قطاعات ترفيهية وتجارية.
حديقة الملك سلمان: يتوسط المشروع مدينة الرياض، وسيرتبط موقعها مع ستة طرق رئيسية من طرق المدينة، وكذلك سيتصل مع مشروع الملك عبد العزيز للنقل العام. ويضم المشروع سلسلة من الأودية المتفرعة مستوحاة من بطون الأودية السعودية وملعب غولف بمساحة 850 ألف كلم2.
مشروع داون تاون جدة: يعنى المشروع بإعادة تطوير الواجهة البحرية في وسط كورنيش بمدينة جدة، بهدف تحسين جاذبية المنطقة وحيويتها للوصول بها ضمن أفضل 100 مدينة على مستوى العالم.تقدر المساحة الإجمالية لأعمال البناء في المشروع بحوالي 5 ملايين متر مربع، بطاقة استيعابية تصل إلى أكثر من 58 ألف نسمة.
مدينة الفيصلية: يقع المشروع في الجهة الغربية من المملكة العربية السعودية، حيث يمتدّ بين مدينتي جدة ومكة المكرمة. يتضمن المشروع شبكة مواصلات متنوعة ومنتجات سكنية تكفي لـ 700 ألف أسرة.

#### أبرز مشاريع الطاقة والصناعة
مدينة الملك سلمان للطاقة: يقع المشروع في المنطقة الشرقية من المملكة العربية السعودية، وهو عبارة عن مدينة صناعية تختص في مجال الطاقة. يسهم المشروع أيضُا في تمكين قطاعات جديدة مثل الرقمنة مما يحسن الميزان التجاري للسعودية وتتضمن ثلاث مراحل المرحلة الأولى انتهت قبل موعد المحدد 2025 والمرحله الثانية تنتهي 2030 والثالثة والأخيرة 2035.
محطة سكاكا للطاقة الشمسية: يقع المشروع في مدينة سكاكا في منطقة الجوف وتعتبر أول محطة للطاقة المتجددة على مستوى المرافق في المملكة العربية السعودية، تتكون المحطة من 1.2 مليون لوح شمسي يولد الكهرباء باستخدام الطاقة الشمسية من خلال التقنية الكهروضوئية بفدرة 300 ميغاوات. وبدأ تشغيل المشروع في أبريل 2021.
مصنع المواد المركبة لإنتاج هياكل الطائرات: يقع المشروع في شمال الرياض ويعد الأول من نوعه في الشرق الأوسط، ويعمل على إنتاج إنتاج هياكل الطائرات من المواد المركبة المتطورة من الألياف الكربونية ومراوح لمحطات طاقة الرياح وأجزاء من السيارات والسفن وأنابيب لصناعة البتروكيماويات ليصدرها لمختلف الدول، وبدأ تشغيله في نوفمبر2021.

#### قسم أبرز المشاريع الثقافية
مشروع الأمير محمد بن سلمان لتطوير المساجد التاريخية: يتولى ترميم وتأهيل 130 مسجدًا تاريخيًّا في مختلف مناطق ومدن المملكة، شملت مرحلته الأولى تأهيل 30 مسجدًا تأسس أقدمها في عام 10 هـ. في أبريل 2023 أطلقت المرحلة الثانية بعد الانتهاء المرحلة الأولى من المشروع لتطوير 30 مساجد أخرى في موزعة على جميع مناطق المملكة.
الرياض آرت: وهو أحد المشاريع المعنية بتحويل العاصمة الرياض إلى معرض فني مفتوح يمزج الأصالة والمعاصرة، من خلال 1000 عمل فني ومعلم، ويضم المشروع الذي أطلقه الملك سلمان بن عبد العزيز في عام 2019 عدة مشاريع فرعية منها: ساحات الفن، وحدائق المرح، وجواهر الرياض، وبوابات الرياض، وميادين الفن.

#### أبرز مشاريع الاستدامة البيئية
مبادرة الشرق الأوسط الأخضر: تجسد التزام المملكة بتحقيق الاستدامة البيئية دوليًّا، والحفاظ على كوكب الأرض، أطلقتها السعودية في 2021 وتتعاون خلالها عدد من الدول لتحقيق أهدافها، وتنفذ المبادرة أكبر برنامج تشجير على مستوى العالم، ولها 8 مشاريع فرعية تهتم بمختلف التضاريس والحياة الفطرية.
مبادرة السعودية الخضراء: وهي مبادرة تعدت السعودية فيها الحد من الانبعاثات الكربونية بحلول عام 2060، ومن أهداف المبادرة الاستثمار في مصادر الطاقة المتجددة الصديقة للبيئة، إضافة لزراعة 10 مليارات شجرة.
مبادرة الرياض الخضراء: مبادرة بيئية تهدف لزراعة 7.5 ملايين شجرة في مدينة الرياض باستخدام مصادر مياه معاد تدويرها، وسيسهم التشجير في رفع نسبة المساحات الخضراء وحماية المدينة من آثار العواصف الرملية وخفض معدلات درجات الحرارة ما بين 2.5 و3 درجات مئوية.

## المتحقق من الرؤية وأثرها

#### اجتماعيا
أحدثت رؤية السعودية 2030 منذ إطلاقها عام 2016 تغيرات وتحولات كبيرة في المملكة، شملت تغيرات مجتمعية ممثلة في تمكين المرأة، التي بات بإمكانها قيادة سيارتها والحصول على رخصة القيادة للمرة الأولى، والمشاركة في المسابقات الرياضية بداية من عام 2017، ووصلت مساهمتها في سوق العمل من 17% إلى37% في عام 2023، إضافة إلى إجراء تعديلات جوهرية على نظام وثائق السفر والأحوال المدنية، مكنت المرأة من السفر للخارج دون موافقة ولي الأمر، كما أطلقت حزم من البرامج والمبادرات لتمكين الشباب، مثل إقرار أنظمة العمل الحر، واستراتيجية خادم الحرمين الشريفين للابتعاث الخارجي. وتحقيقًا لمستهدفات رؤية السعودية 2030 في تحسين جودة الحياة، أطلقت قطاعات جديدة مثل الترفيه والسياحة وعززت قطاعات موجودة من قبل مثل الثقافة والرياضة، وفي عام 2021 ارتفعت نسبة ممارسة المواطنين للرياضة لمدة 150 دقيقة على الأقل إلى 29.7%  ووصلت نسبة ممارسة الرياضة لمدة 30 دقيقة في الأسبوع إلى 48.2. كما سجلت 6 مواقع تاريخية وثقافية سعودية في قائمة اليونسكو للتراث العالمي. وشهدت المملكة تنظيم أول حفل غنائي منذ عقود ، وافتتحت أول صالة سينما في 2018 في الرياض وأطلقت مواسم السعودية في 2019 التي شملت 11 موسمًا في مناطق مختلفة بالمملكة، وانعكس ذلك على ارتفاع مؤشر حجم الإنفاق السياحي الذي ارتفع لـ185 مليار في عام 2022، مما كان له دور مهم في تقدم المملكة للمرتبة 21 عالميا، والأولى عربيًا في تقرير السعادة العالمي لعام 2021.

#### اقتصاديًا
في ديسمبر 2021، شهدت السعودية ارتفاعا في الإيرادات غير النفطية بنسبة 423.9% خلال آخر 12 عامًا، إذ وصلت إلى 368.8 مليار ريال (نحو 98 مليار دولار أمريكي). ووصل حجم الاستثمار الأجنبي المباشر إلى 19.3 مليار دولار أمريكي في 2021، محققًا معدلات نمو تبلغ 257.2%. وفي 2016، أطلقت هيئة المنشئات الصغيرة والمتوسطة لتسهم في زيادة أعداد المنشئات، إذ وصلت نسبة نمو المنشئات الصغيرة والمتوسطة في عام 2022 إلى 64%، ونمت نسب التمويل الاستثماري فيها 224% ليصل إلى 2.19 مليار ريال سعودي في العام نفسه (مايعادل 582 مليون دولار أمريكي). وعلى صعيد دعم المرأة في مجال الأعمال، سجلت نسبة المنشآت النشائة التي تملكها سيدات 45% من إجمالي المنشئات السعودية. وفي عام 2021 اعتمدت اللائحة التنفيذية لنظام التخصيص في 16 قطاعًا رئيسًا هي: التعليم، الصناعة والثروة المعدنية، البيئة، المياه والزراعة، الحج والعمرة، الصحة، الإسكان، العمل والتنمية الاجتماعية، البلديات، النقل، الاتصالات وتقنية المعلومات، الطاقة، الرياضة، الإعلام، الداخلية، المالية، إذ يمكن التخصيص القطاع الخاص من المشاركة في تقديم وإدارة الخدمات الحكومية.
وفي 25 أبريل 2024 وتزامنًا مع العام الثامن لإطلاق رؤية المملكة، سلط التقرير السنوي لرؤية السعودية 2030 لعام 2023، الضوء على أداء برامج تحقيق الرؤية في 2023، حيث تعد 87% من المبادرات البالغة 1,064 للعام 2023، مكتملة أو تسير على المسار الصحيح، في حين قدرت مؤشرات الأداء الرئيسة لعام 2023 بـ243 مؤشرًا، حقق 81% من مؤشرات الأداء للمستوى الثالث مستهدفاتها، فيما تخطت 105 مؤشرات مستهدفاتها المستقبلية لـعامي 2024/ 2025.
وفي 28 أبريل 2024 قال محمد الجدعان وزير المالية السعودي، إن المملكة ستعدل خطتها المتعلقة برؤية 2030 لتحويل اقتصادها وفقا لما تقتضيه الحاجة، مما يقلص حجم بعض المشروعات وتسريع وتيرة مشروعات أخرى. وفي 7 مايو 2024 قال الجدعان إن المملكة ستواصل الإنفاق الاستراتيجي على برامج "رؤية 2030" والمشاريع الكبرى ذات العائد الاقتصادي المستدام وزيادة الإنفاق على البنية التحتية والخدمات العامة.

## التقرير السنوي لـ رؤية السعودية 2030 لعام 2024
بحسب التقرير الصادر في أبريل 2025م فإن «الرؤية» تمضي ثابتة نحو مزيد من التقدم الذي يعكس تحولاً في مختلف القطاعات، وحققت الكثير من المستهدفات وتجاوزت بعضها، ومن أبرز أرقام التقدم المحرزة:
- %93 هي نسبة المؤشرات التي حققت مستهدفاتها المرحلية أو تجاوزتها أو قاربت على تحقيقها.
- 85 % هي نسبة المبادرات المكتملة والتي تسير على المسار الصحيح؛ و674 مبادرة من أصل 1502 من مبادرات الرؤية منذ إطلاقها، مكتملة؛ و596 منها تسير في مسارها الصحيح.
- 8 مستهدفات تحققت قبل أوانها بـ 6 سنوات.

ومن أبرز المؤشرات التي حققت أو تجاوزت مستهدف «2030»:
- تجاوز مستهدف الوصول لـ100مليون سائح قبل حلول 2030.
- تجاوز عدد الأفراد المتطوعين في المملكة 1.2 مليون بنهاية عام 2024، متخطياً مستهدف «2030» البالغ مليون متطوع.
- حققت المملكة مستهدف «2030» بالوصول إلى 8 مواقع تراثية مسجلة لدى التراث العالمي لدى«يونيسكو».
- تجاوز مستهدف «2030» لمشاركة المرأة في سوق العمل (30 في المائة) والوصول إلى 33.5 %.
- انخفاض تاريخي في معدل البطالة بتحقيق مستهدف «رؤية 2030» البالغ 7 %.
- قفزت المملكة 32 مرتبةً في مؤشر المشاركة الإلكترونية منذ عام 2016 ووصلت للمرتبة السابعة عالمياً، متخطية مستهدفها لعام 2030 بالوصول إلى المراتب العشر الأولى.
- قفزت المملكة 30 مرتبةً في مؤشر الأمم المتحدة لتطوير الحكومة الإلكترونية، منذ عام 2016، ووصلت إلى المرتبة السادسة عالمياً، مقتربة من مستهدف عام 2030 في الوصول للمراتب الخمس الأولى.
- تجاوز عدد المقرات الإقليمية للشركات العالمية في المملكة مستهدفه لعام 2030 ووصل إلى أكثر من 571 شركة.[90][91]

## وصلات خارجية
- الموقع الرسمي للرؤية